# Збунь, Алексей Александрович
Алексе́й Алекса́ндрович Збу́нь (укр. Олексій Олександрович Збунь; род. 9 июня 1997, Соболевка, Житомирская область) — украинский футболист, нападающий клуба «Хебыр».

## Биография
Алексей Збунь родился 9 июня 1997 года в Соболевке (ныне — в Житомирском районе) Житомирской области.
Воспитанник броварского училища физкультуры, первый тренер — Дмитрий Донченко. В турнирах ДЮФЛ Украины выступал за БВУФК (37 игр, 15 голов), дважды становился лучшим бомбардиром команды в сезоне. В 2015—2016 годах играл в чемпионате Черкасской области за «Шполатехагро» из Шполы. С 2015 года — игрок «Звезды», однако в чемпионском для клуба сезоне в Первой лиге Украины 2015/16 ни одного матча не провёл. После выхода команды в Премьер-лигу выступал преимущественно в молодёжном первенстве. Дебютировал за основной состав 1 апреля 2017 года, на 70-й минуте выездного матча против «Днепра» заменив Романа Попова.

### Сборная
В июне 2017 года вызван Александром Головко в молодёжную сборную Украины, на матчи турнира памяти Валерия Лобановского. Дебютировал за команду 6 июня 2017 года, в матче против ровесников из Черногории, перед вторым таймом выйдя на замену вместо Марьяна Шведа.